# Патоген

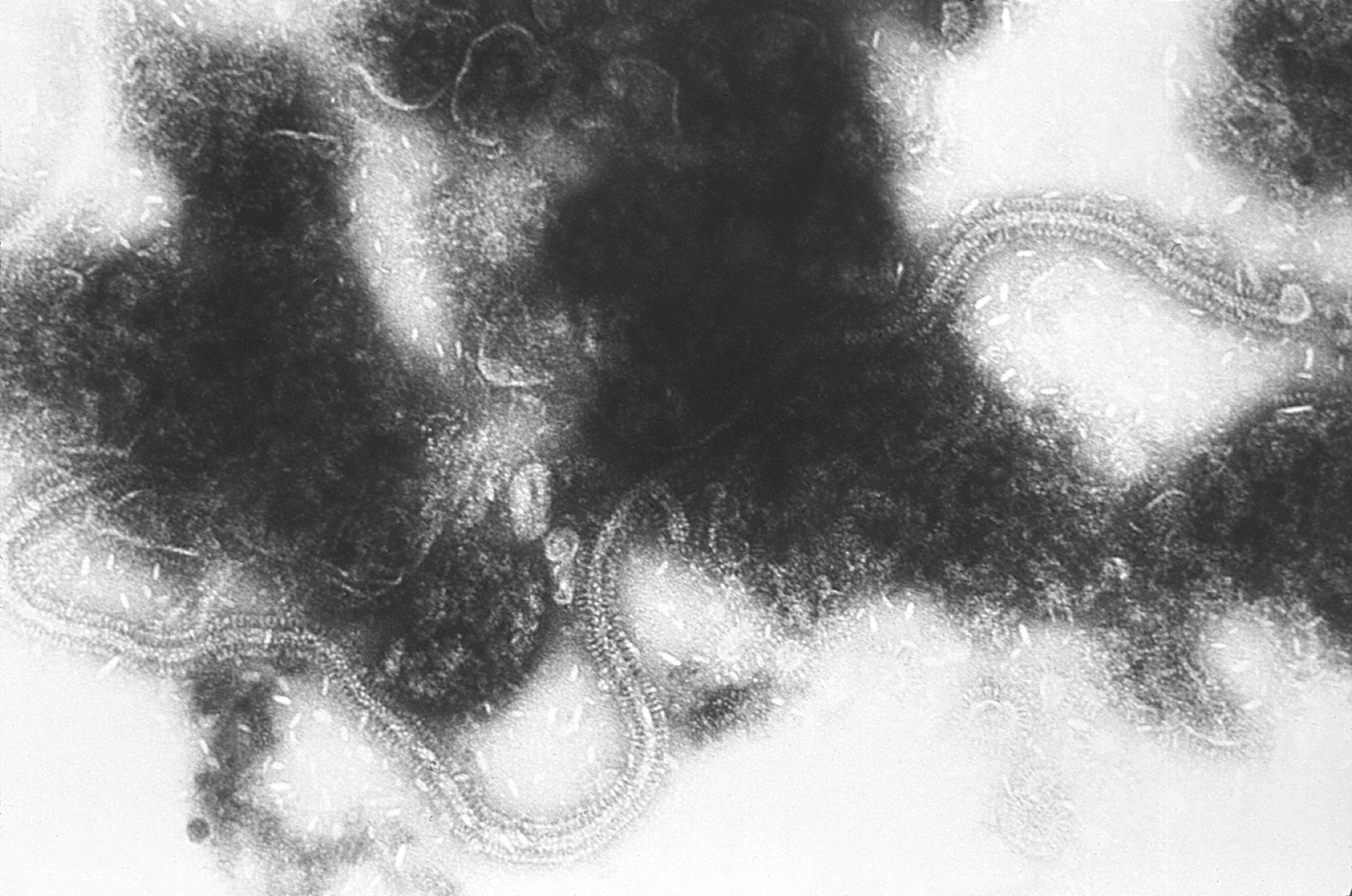
Полученное электронным микроскопом изображение вызывающего ОРВИ патогена

Патоге́н (греч. παθογένεια ← πάθος «страдание» + γενετική «порождающий») — любой микроорганизм (включая грибы, вирусы, бактерии, и проч.), а также особый белок — прион, способный вызывать патологическое состояние (болезнь) другого живого существа. В более общем случае под патогеном понимают любой фактор внешней среды, способный вызвать повреждение каких-либо систем организма или развитие каких-либо заболеваний. Патогенными микроорганизмами называются паразитирующие микроорганизмы (особенно бактерии у животных, грибы у растений) по отношению к их хозяину.
Термин «патоген» вошёл в употребление в 1880-х годах. Как правило, этот термин используется для описания инфекционного микроорганизма или агента, такого как вирус, бактерия, простейшее, прион, вироид или грибок. Мелкие животные, такие как определённые виды червей и личинки насекомых, также могут вызывать заболевания. Однако, как правило, этих животных называют паразитами, а не патогенами. Научное исследование микроскопических организмов, в том числе микроскопических патогенных организмов, называется микробиология, в то время как изучение болезней, которые могут включать эти патогены, называется патологией. Паразитология — это научное исследование паразитов и организмов, которые их содержат.
Негативное воздействие патогенов на организм может осуществляться различными механизмами, вызывающими интоксикацию, разрушение тканей, нарушение регуляторных механизмов или другими путями. Негативное воздействие инфекционных патогенных микроорганизмов обычно связано с их размножением в организме и воздействием продуктов их жизнедеятельности на хозяина. Инфекционные патогены, как правило, обладают способностью мигрировать между различными хозяевами (перемещаясь различными путями передачи), вызывая инфекционное заболевание в популяции хозяев.
Для большинства инфекционных заболеваний патоген является специфичным возбудителем — то есть данное заболевание может вызвать исключительно данный патоген, наличие данного патогена в организме означает наличие этого заболевания, а при отсутствии патогена в организме данное заболевание возникнуть не может.
Исторический термин контагий (лат. contagium «зараза») также обобщённо обозначал заразную субстанцию болезни, но в современной медицине уже не используется.